# Єнні Еліна Хаукіо
Єнні Еліна Хаукіо (фін. Jenni Elina Haukio; нар. 7 квітня 1977, Порі, Фінляндія) — фінська поетеса, дружина президента Фінляндії Саулі Нійністе (2012—2024); менеджер з програм міжнародного книжкового ярмарку в Турку; ексменеджер зв'язків із громадськістю Коаліційної партії.

## Біографія
Народилася 7 квітня 1977 року у місті Порі, у північно-західній Фінляндії. 2001 року здобула ступінь магістра політичних наук, закінчивши університет Турку. Під час навчання в університеті належала до групи молодих поетів Grupo Kapustarinta. Перша збірка віршів Paitasi on pujahtanut ylleni, що вийшла в 1999 році, була відзначена премією.
З самого раннього віку розпочала свою діяльність у Коаліційній партії, а з 2007 року працювала на посаді партійного менеджера зі зв'язків із громадськістю.
З 13 лютого 2012 року призначена менеджером з програм міжнародного книжкового ярмарку в Турку. Захоплюється читанням фінських коміксів Aku Ankka (Дональд Дак). Веде колонки на теми природи для журналу Seura. 2014 року організація захисту тварин Animalia нагородила її нагородою Pro Animalia за роботи, в яких вона рішуче виступала за добробут тварин.
У 2015 році стала лауреаткою премії «Ларін Параске», яку щорічно присуджують «за майстерність слова» фінською громадською організацією «Союз калевальських жінок».

## Родина

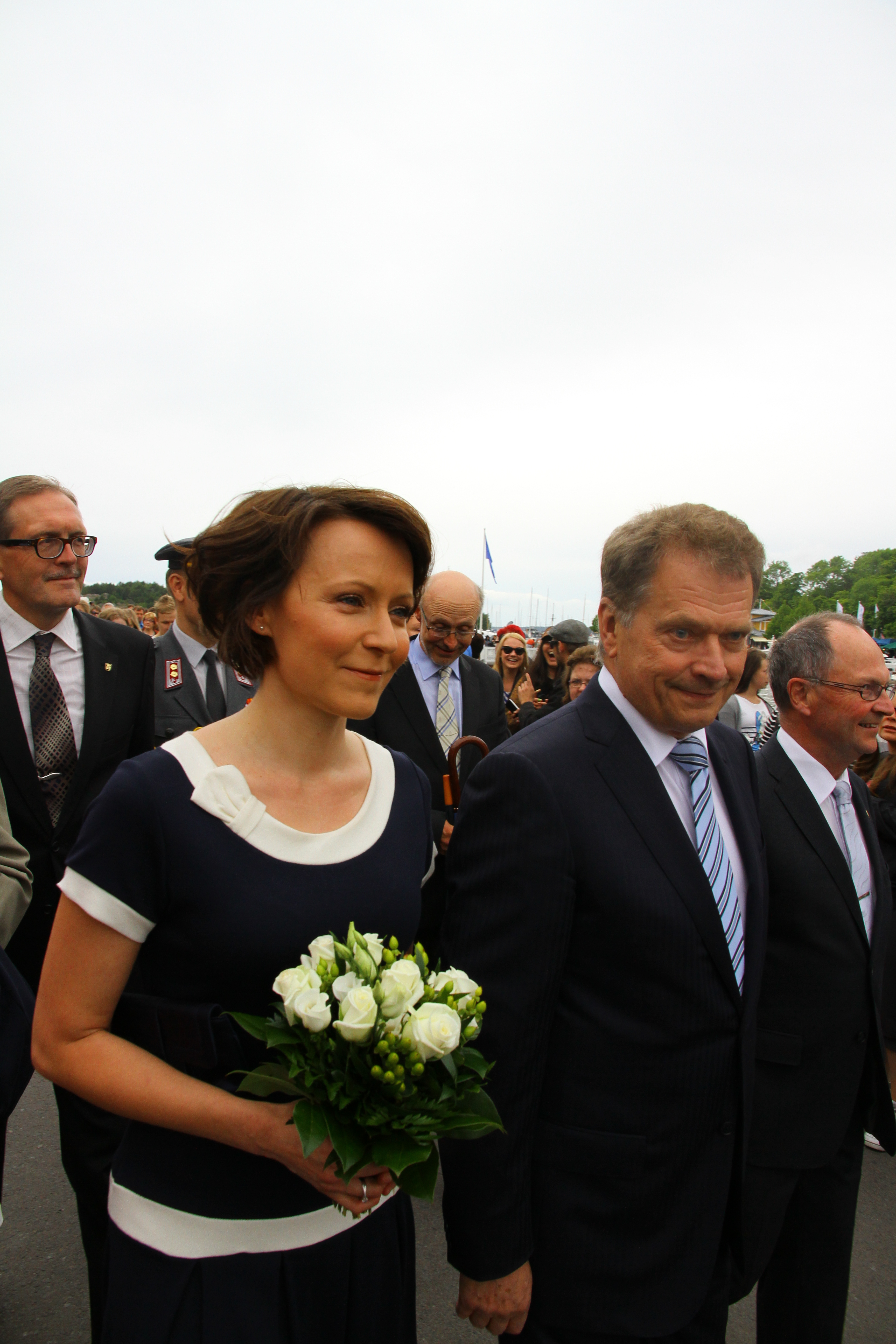
Єнні Хаукіо та Саулі Нійністе в Наанталі в червні 2012 року

Чоловік — Саулі Нійністе, президент Фінляндії (2012—2024); у шлюбі з 3 січня 2009 року.
Син (нар. 2 лютого 2018 року у столичній лікарні Найстенклініка. 7 квітня 2018 року колишній єпископ дієцезу Гельсінкі Ееро Хуовінен провів таїнство його хрещення; дитина отримала ім'я Ааро Велі Вяйняме. Народження дитини у чинного президента Фінляндії відбулося вперше за історію країни.